# Chrastavec rolní

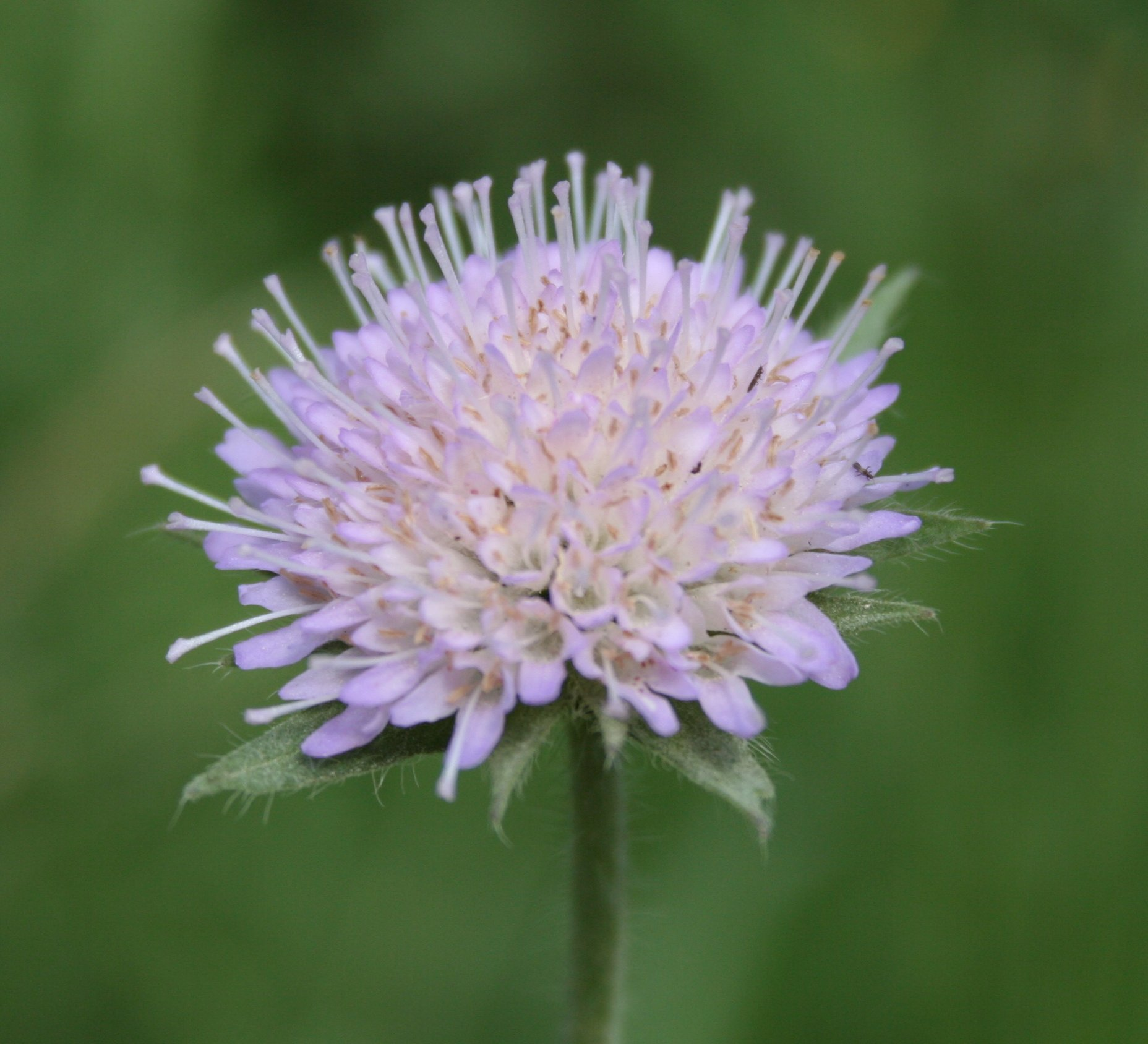
Květenství s vyčnívajícími pestíky

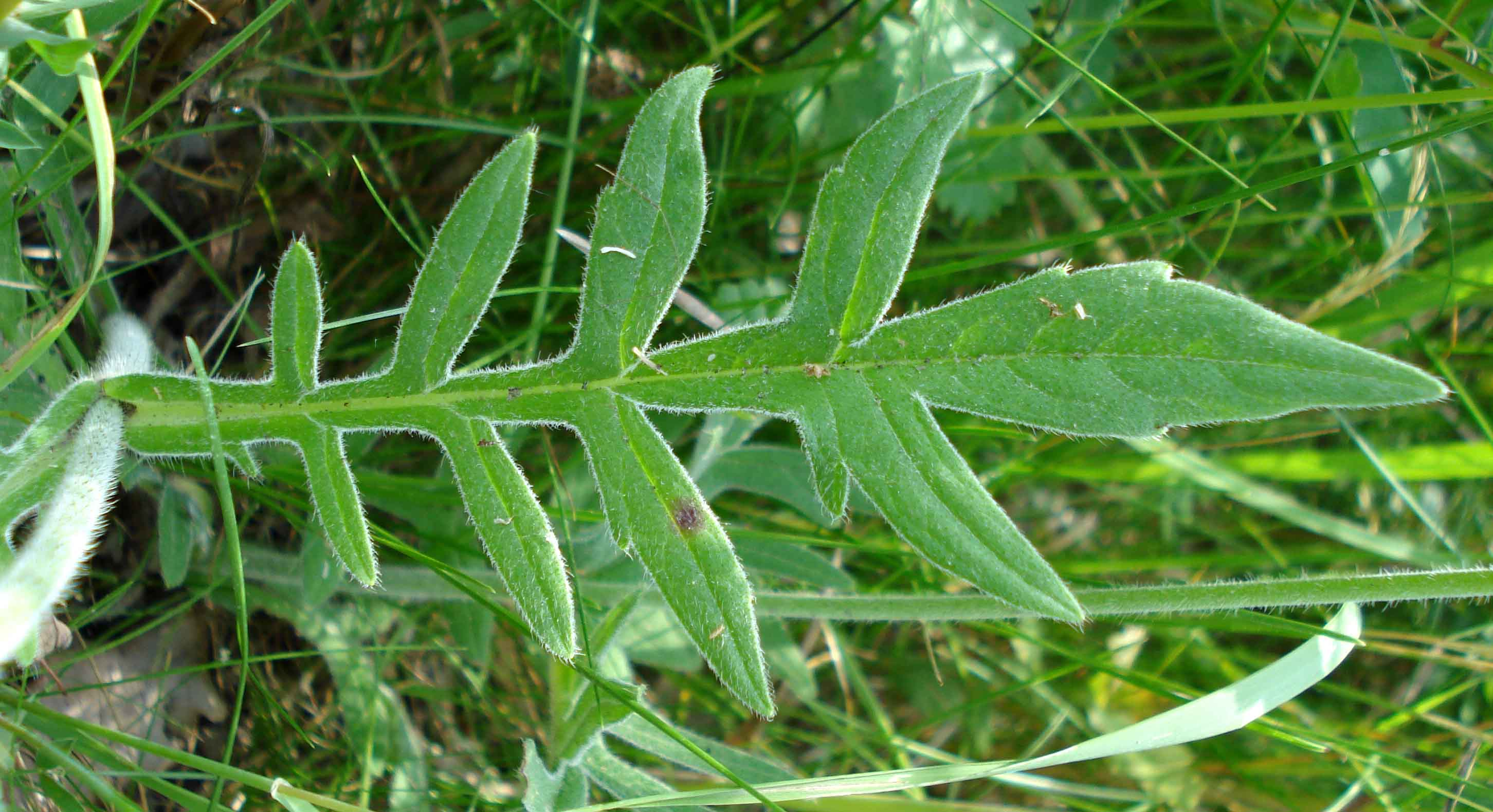
Zpeřený lodyžní list

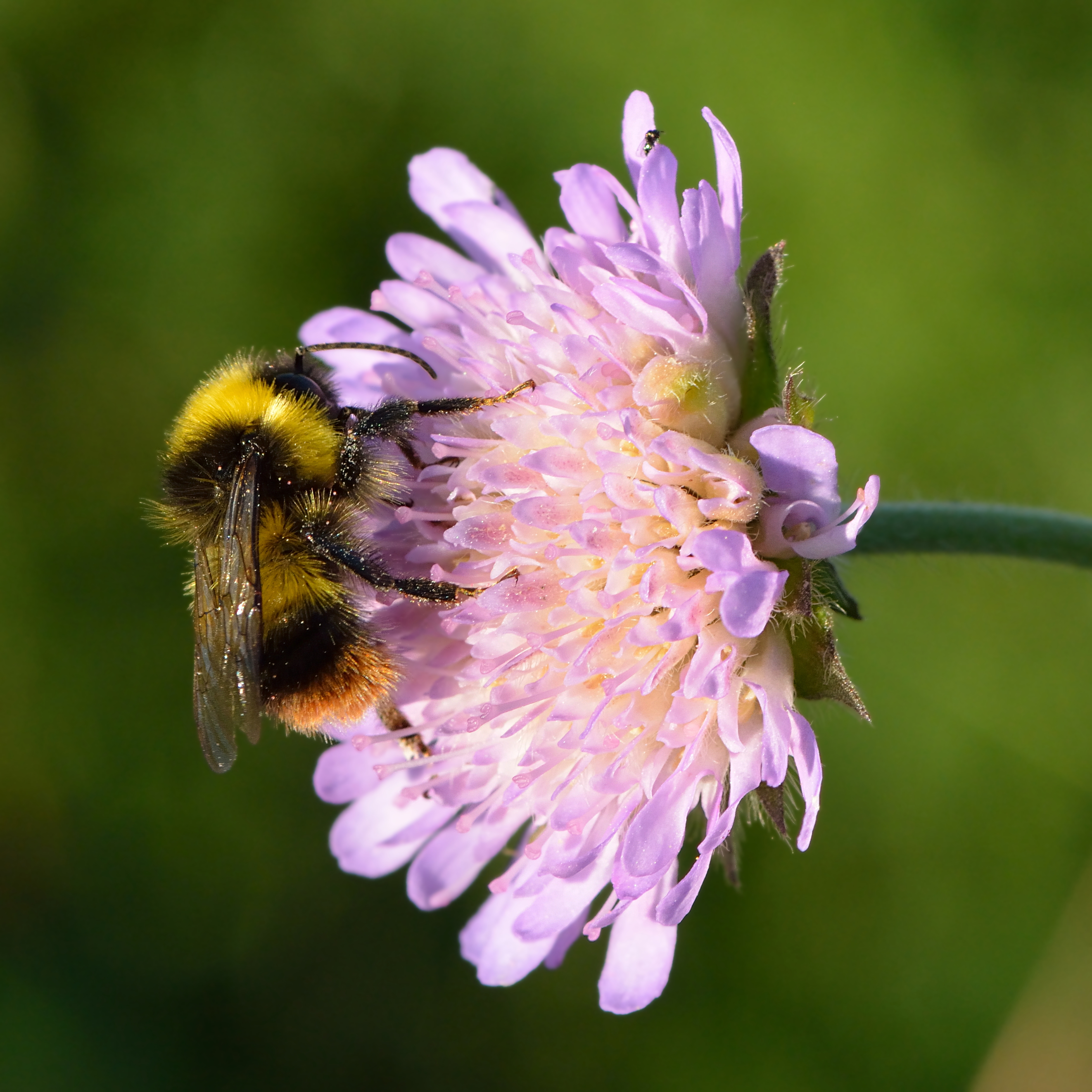

Chrastavec rolní (Knautia arvensis) je vytrvalá luční bylina z čeledě zimolezovitých. Je jedním ze 60 druhů rodu chrastavec.

## Rozšíření
Vyskytuje se, kromě luk, na polích, mezích, okrajích stromových porostů a ve světlých lesích na pasekách, je nejrozšířenějším druhem celého rodu. Roste od nížin až po horské oblasti. Vyhovují mu sušší, vápenité půdy. Vyskytuje se od západní Evropy přes Střední Asii až k západní Sibiři, roste i za polárním kruhem. Byl zavlečen a je hojně rozšířen v Severní Americe, hlavně v severní polovině USA.

## Popis
Chrastavec rolní je bylina se vzpřímenou, slabě rýhovanou, řídce vidlanovitě rozvětvenou, dole srstnatou, nahoře lysou lodyhou dosahující výšky 30 až 150 cm. Lodyžní listy jsou trochu tuhé, šedozelené, matné. Čepele jsou rozdělené lyrovitě nebo zpěřeně do kopinatých, celokrajných úkrojků mírně chlupatých. První dva přízemní listy jsou nedělené, stejně jako někdy i ostatní.
Rostlina má silný kůlovitý kořen, vespod jako useknutý, z kterého vyrůstají šikmé větevnaté oddenky. Na konci loňského oddenku vyrůstá květní lodyha a po jejím odkvětu vyroste vedle růžice přízemních listů, z růžice příští rok vyroste nová lodyha a vedle nová listová růžice.
Drobné květy jsou nahloučeny do mnohokvětých strboulů na dlouhých a chlupatých stopkách. Strbouly složené z 85 až 100 oboupohlavných květů jsou veliké asi 4 cm nebo složené z 55 až 60 výhradně samičích květů mají v průměru do 2 cm. Jedinec jen se samičími květy (má zakrslé tyčinky) nebyl u chrastavce rolního dosud na území ČR zjištěn, přestože u jiných druhů se vyskytuje hojně.
Zákrov strboulů je složen z více řad zelených, široce kopinatých a chlupatých listenů. Stopkovitě zúžený květní kalich má 8 pérových štětin, rozeklaná čtyřcípá koruna je modré nebo růžově fialové barvy. Větší obvodové květy mají tyčinky i čnělky poměrně krátké a z korun málo vyčnívají, kdežto menší vnitřní květy mají čnělky a tyčinky o hodně delší než korunu. Květ má spodní semeník ze dvou plodolistů a 4 volné tyčinky.
Tvar a zbarvení květenství někdy ovlivňují houboví parazité – peronospory nebo sněti.
Chrastavec rolní je přísně cizosprašný. Hlavním mechanismem zabraňujícím samosprašení je dichogamie typu protandrie. Jednotlivé květy dozrávají postupně, od obvodu do středu. Nejen v jednom květu, ale v celém květenství nejdříve vyčnívají z korun jen tyčinky, jejichž prašníky postupně dozrávají a produkují pyl. Až je v celém květenství veškerý pyl vyprášen, tyčinky se zmenší. Začnou dozrávat vajíčka v semeníku a z koruny postupně vystupují pestíky, čnělky s bliznami.
Po opylení hmyzem (většinou včely a motýli) vyroste jednosemenný plod, 5 až 6 mm dlouhá štětinatá nažka. Rostlina je považována za myrmekochorní, šíření semen v největší míře zabezpečují právě mravenci. Chrastavec rolní se může šířit semeny nebo klonálně prostřednictvím rozvětveného podzemního oddenku, rostlina vytvoří více postranních listových růžic.
Slouží jako živná rostlina pro tesaříky Vadonia unipunctata a Agapanthia intermedia.

### Včelařství
Je to nektarodárná i pylodárná rostlina. Nektarium květu chrastavce vyprodukuje za 24 hodin 0,27 mg nektaru s cukernatostí 37 %. Cukerná hodnota, tedy množství cukru vyprodukovaného v květu za 24 hodin, je 0,10 mg. Nektar obsahuje sacharózu, fruktózu i glukózu. Pylové rousky chrastavce jsou většinou jasně růžové, mohou však být i modré. Druhový med chrastavce není znám.

## Taxonomie
V ČR se vyskytují čtyři poddruhy chrastavce rolního, které se určují na základě morfologických znaků. Protože u jednotlivých poddruhů existuje morfologická variabilita a u rozlišovacích znaků dochází k překrývání, je určení poddruhů, mimo krkonošského endemitu, složitou záležitostí.
- chrastavec rolní pravý Knautia arvensis (L.) J. M. Coult., subsp. arvensis – nachází se v diploidních nebo tetraploidních populacích, vyjma jižní Moravy, po celém českém území.
- chrastavec rolní panonský Knautia arvensis (L.) J. M. Coult., subsp. pannonica O. Schwarz, – roste na jižní Moravě, kam pronikl z teplejšího jihu.
- chrastavec rolní krkonošský Knautia arvensis (L.) J. M. Coult., subsp. pseudolongifolia O. Schwarz, – obývá jako izolovaná, endemitická, silně diferencovaná diploidní populace oblast Kotelních jam v Krkonoších, populace čítá 250 až 300 jedinců, převažuje rozmnožování podzemním oddenkem.
- chrastavec rolní hadcový Knautia arvensis (L.) J. M. Coult., subsp. serpentinicola Smejkal, – (provizorní jméno) vyskytuje se v diploidních nebo tetraploidních populacích v oblastech středního Posázaví, Žďárských vrchů, mariánskolázeňská a v severním Bavorsku.[8]

## Ochrana
Chrastavec rolní jako takový není ohroženým druhem. Nicméně poddruh „chrastavec rolní krkonošský“ patří v České republice mezi kriticky ohrožený, je chráněn Vyhláškou ministerstva životního prostředí č. 395/1992 Sb., kde je v Příloze č. II označen za kriticky ohrožený.